# 흔적 없는 삶
《흔적 없는 삶》(영어: Leave No Trace)은 2018년 개봉한 미국의 드라마 영화이다. 데보라 그래닉이 감독과 공동각본을 맡았으며, 피터 록의 소설 My Abandonment 가 영화의 원작이다. 2018년 선댄스 영화제에서 전 세계 최초로 상영되었다.

## 출연

### 주연
- 벤 포스터
- 제프 코버
- 데일 딕키
- 어야너 버크셔
- 토마신 맥켄지

## 기타
- 원작자: 피터 락